# 筑豊
筑豊（ちくほう）は、福岡県の中央部をさす地域名。地名の由来は筑前国と豊前国の頭文字をとったもので、明治時代以降、石炭資源を背景にして新しく生まれた地域区分である。かつて、筑豊炭田によって栄えていた飯塚市・直方市・田川市の3都市を筑豊三都と呼ぶ。このうち、飯塚市は飯塚都市圏、田川市は田川都市圏の中心都市である。

## 概要
| 福岡地域 筑後地域 | 北九州地域 筑豊地域 |

福岡県 地域区分図
福岡地域
筑後地域
北九州地域
筑豊地域
（濃色が市部、淡色が郡部）

かつては、筑豊炭田から産出される石炭をもとにした鉱工業によって栄えていたが、のちに全ての炭鉱が閉山し、1960年代と比較して人口が半分以下に落ち込んだ自治体もある。北部九州地区には筑豊地域以外にも炭田地帯が広がっており、小規模炭鉱も含めると宗像市、北九州市、中間市、遠賀郡、糟屋郡、福岡市にも炭鉱が存在した。このうち中間市は北九州都市圏に属し、現在は北九州市のベッドタウンとして位置づけられているが、旧産炭地として筑豊と同じ歴史的・経済的背景を持つ。
人口減少や少子高齢化の進行に伴う自治体の財政難も顕著である。福岡市（福岡都市圏）や北九州市（北九州都市圏）との交通アクセスが比較的良好である飯塚市や直方市など、ベッドタウンとして人口が増加傾向にあった地域もあったが、これも頭打ちとなり、再び全ての自治体の人口が減少に転じている。

## 構成自治体
福岡県の定義では以下の通りである。この定義は、気象情報で使われる「筑豊地方」の細分区域、および、自動車等に交付される「筑豊」ナンバーの適用範囲と同一である。
福岡県道の一般県道は400番台が使われる。
なお、1970年（昭和45年）頃までは中間市、遠賀郡も含んでいた。
- 飯塚市
- 嘉麻市
- 嘉穂郡
  - 桂川町
- 鞍手郡
  - 小竹町
  - 鞍手町
- 田川市
- 田川郡
  - 香春町
  - 添田町
  - 糸田町
  - 川崎町
  - 大任町
  - 赤村
  - 福智町
- 直方市
- 宮若市

## 都市圏

### 都市雇用圏（10% 通勤圏）
金本良嗣・徳岡一幸によって提案された都市圏。細かい定義等は都市雇用圏に則する。
通勤率
2015年国勢調査による、各自治体の飯塚市への通勤率
| 順位 | 市町村 | 通勤率 |
| ---- | ------ | ------ |
| 1    | 桂川町 | 35.2%  |
| 2    | 嘉麻市 | 27.7%  |
| 3    | 小竹町 | 22.1%  |

2015年国勢調査による、各自治体の田川市への通勤率
| 順位 | 市町村 | 通勤率 |
| ---- | ------ | ------ |
| 1    | 糸田町 | 28.3%  |
| 2    | 大任町 | 24.2%  |
| 3    | 川崎町 | 23.9%  |
| 4    | 香春町 | 23.4%  |
| 5    | 添田町 | 19.6%  |
| 6    | 赤村   | 18.3%  |
| 7    | 福智町 | 16.3%  |

都市雇用圏（10% 通勤圏）の変遷
- 10% 通勤圏に入っていない自治体は、各統計年の欄で灰色かつ「-」で示す

| 自治体 ('80) | 1980年                 | 1990年                 | 1995年                 | 2000年                 | 2005年                 | 2010年                 | 2015年                 | 自治体 （現在） |
| ------------ | ---------------------- | ---------------------- | ---------------------- | ---------------------- | ---------------------- | ---------------------- | ---------------------- | --------------- |
| 若宮町       | -                      | -                      | -                      | 北九州 都市圏          | 北九州 都市圏          | 北九州 都市圏          | -                      | 宮若市          |
| 宮田町       | 北九州 都市圏          | 北九州 都市圏          | 北九州 都市圏          | 北九州 都市圏          | 北九州 都市圏          | 北九州 都市圏          | -                      | 宮若市          |
| 直方市       | 北九州 都市圏          | 北九州 都市圏          | 北九州 都市圏          | 北九州 都市圏          | 北九州 都市圏          | 北九州 都市圏          | 北九州 都市圏          | 直方市          |
| 鞍手町       | 北九州 都市圏          | 北九州 都市圏          | 北九州 都市圏          | 北九州 都市圏          | 北九州 都市圏          | 北九州 都市圏          | 北九州 都市圏          | 鞍手町          |
| 小竹町       | 北九州 都市圏          | 飯塚 都市圏 21万7059人 | 飯塚 都市圏 21万6174人 | 飯塚 都市圏 20万9400人 | 飯塚 都市圏 20万3074人 | 飯塚 都市圏 19万6546人 | 飯塚 都市圏 18万9195人 | 小竹町          |
| 飯塚市       | 飯塚 都市圏 18万8420人 | 飯塚 都市圏 21万7059人 | 飯塚 都市圏 21万6174人 | 飯塚 都市圏 20万9400人 | 飯塚 都市圏 20万3074人 | 飯塚 都市圏 19万6546人 | 飯塚 都市圏 18万9195人 | 飯塚市          |
| 頴田町       | 飯塚 都市圏 18万8420人 | 飯塚 都市圏 21万7059人 | 飯塚 都市圏 21万6174人 | 飯塚 都市圏 20万9400人 | 飯塚 都市圏 20万3074人 | 飯塚 都市圏 19万6546人 | 飯塚 都市圏 18万9195人 | 飯塚市          |
| 庄内町       | 飯塚 都市圏 18万8420人 | 飯塚 都市圏 21万7059人 | 飯塚 都市圏 21万6174人 | 飯塚 都市圏 20万9400人 | 飯塚 都市圏 20万3074人 | 飯塚 都市圏 19万6546人 | 飯塚 都市圏 18万9195人 | 飯塚市          |
| 穂波町       | 飯塚 都市圏 18万8420人 | 飯塚 都市圏 21万7059人 | 飯塚 都市圏 21万6174人 | 飯塚 都市圏 20万9400人 | 飯塚 都市圏 20万3074人 | 飯塚 都市圏 19万6546人 | 飯塚 都市圏 18万9195人 | 飯塚市          |
| 筑穂町       | 飯塚 都市圏 18万8420人 | 飯塚 都市圏 21万7059人 | 飯塚 都市圏 21万6174人 | 飯塚 都市圏 20万9400人 | 飯塚 都市圏 20万3074人 | 飯塚 都市圏 19万6546人 | 飯塚 都市圏 18万9195人 | 飯塚市          |
| 桂川町       | 飯塚 都市圏 18万8420人 | 飯塚 都市圏 21万7059人 | 飯塚 都市圏 21万6174人 | 飯塚 都市圏 20万9400人 | 飯塚 都市圏 20万3074人 | 飯塚 都市圏 19万6546人 | 飯塚 都市圏 18万9195人 | 桂川町          |
| 碓井町       | 飯塚 都市圏 18万8420人 | 飯塚 都市圏 21万7059人 | 飯塚 都市圏 21万6174人 | 飯塚 都市圏 20万9400人 | 飯塚 都市圏 20万3074人 | 飯塚 都市圏 19万6546人 | 飯塚 都市圏 18万9195人 | 嘉麻市          |
| 嘉穂町       | 飯塚 都市圏 18万8420人 | 飯塚 都市圏 21万7059人 | 飯塚 都市圏 21万6174人 | 飯塚 都市圏 20万9400人 | 飯塚 都市圏 20万3074人 | 飯塚 都市圏 19万6546人 | 飯塚 都市圏 18万9195人 | 嘉麻市          |
| 稲築町       | 飯塚 都市圏 18万8420人 | 飯塚 都市圏 21万7059人 | 飯塚 都市圏 21万6174人 | 飯塚 都市圏 20万9400人 | 飯塚 都市圏 20万3074人 | 飯塚 都市圏 19万6546人 | 飯塚 都市圏 18万9195人 | 嘉麻市          |
| 山田市       | -                      | 飯塚 都市圏 21万7059人 | 飯塚 都市圏 21万6174人 | 飯塚 都市圏 20万9400人 | 飯塚 都市圏 20万3074人 | 飯塚 都市圏 19万6546人 | 飯塚 都市圏 18万9195人 | 嘉麻市          |
| 田川市       | 田川 都市圏 15万2085人 | 田川 都市圏 14万7778人 | 田川 都市圏 14万3289人 | 田川 都市圏 13万6431人 | 田川 都市圏 13万1144人 | 田川 都市圏 13万4548人 | 田川 都市圏 12万6104人 | 田川市          |
| 香春町       | 田川 都市圏 15万2085人 | 田川 都市圏 14万7778人 | 田川 都市圏 14万3289人 | 田川 都市圏 13万6431人 | 田川 都市圏 13万1144人 | 田川 都市圏 13万4548人 | 田川 都市圏 12万6104人 | 香春町          |
| 添田町       | 田川 都市圏 15万2085人 | 田川 都市圏 14万7778人 | 田川 都市圏 14万3289人 | 田川 都市圏 13万6431人 | 田川 都市圏 13万1144人 | 田川 都市圏 13万4548人 | 田川 都市圏 12万6104人 | 添田町          |
| 糸田町       | 田川 都市圏 15万2085人 | 田川 都市圏 14万7778人 | 田川 都市圏 14万3289人 | 田川 都市圏 13万6431人 | 田川 都市圏 13万1144人 | 田川 都市圏 13万4548人 | 田川 都市圏 12万6104人 | 糸田町          |
| 川崎町       | 田川 都市圏 15万2085人 | 田川 都市圏 14万7778人 | 田川 都市圏 14万3289人 | 田川 都市圏 13万6431人 | 田川 都市圏 13万1144人 | 田川 都市圏 13万4548人 | 田川 都市圏 12万6104人 | 川崎町          |
| 大任町       | 田川 都市圏 15万2085人 | 田川 都市圏 14万7778人 | 田川 都市圏 14万3289人 | 田川 都市圏 13万6431人 | 田川 都市圏 13万1144人 | 田川 都市圏 13万4548人 | 田川 都市圏 12万6104人 | 大任町          |
| 赤村         | 田川 都市圏 15万2085人 | 田川 都市圏 14万7778人 | 田川 都市圏 14万3289人 | 田川 都市圏 13万6431人 | 田川 都市圏 13万1144人 | 田川 都市圏 13万4548人 | 田川 都市圏 12万6104人 | 赤村            |
| 金田町       | 田川 都市圏 15万2085人 | 田川 都市圏 14万7778人 | 田川 都市圏 14万3289人 | 田川 都市圏 13万6431人 | 田川 都市圏 13万1144人 | 田川 都市圏 13万4548人 | 田川 都市圏 12万6104人 | 福智町          |
| 方城町       | 田川 都市圏 15万2085人 | 田川 都市圏 14万7778人 | 田川 都市圏 14万3289人 | 田川 都市圏 13万6431人 | 田川 都市圏 13万1144人 | 田川 都市圏 13万4548人 | 田川 都市圏 12万6104人 | 福智町          |
| 赤池町       | 北九州 都市圏          | 北九州 都市圏          | 北九州 都市圏          | 北九州 都市圏          | 北九州 都市圏          | 田川 都市圏 13万4548人 | 田川 都市圏 12万6104人 | 福智町          |

- 2006年3月6日：田川郡赤池町・金田町・方城町が新設合併して福智町が発足。
- 2006年3月26日：（旧）飯塚市、頴田町、庄内町、穂波町、筑穂町が合併して（新）飯塚市となった。
- 2006年3月27日：山田市、嘉穂町、碓井町、稲築町が対等合併して嘉麻市となった。

## 歴史
江戸時代以前は嘉麻郡・穂波郡（嘉麻郡と穂波郡は現在の嘉穂郡に相当）と鞍手郡が筑前国に属し、田川郡が豊前国に属しており、経済的な独立性はなかった。しかし明治時代に入り、殖産興業政策が実施される中、地域内で産出される石炭資源に注目した財閥・資本家が炭鉱開発を推進したことで、経済圏として独立を果たした。また、工業資源としての石炭の利用価値ならびに積出港（若松港・苅田港など）との関係から、工業都市として発展した北九州地区と強い結びつきを持つことになる。
鉱工業は1960年代頃まで繁栄し続けたが、1970年代に入るとエネルギー革命とともに炭坑群の淘汰が進み、1976年（昭和51年）には筑豊最後の炭鉱であった貝島炭礦（旧:宮田町、現:宮若市）が閉山した。
炭鉱の閉山後は、産業基盤や生活環境の整備が進められ、地域は大きく転換しようとしている。産業面では、宮若市に進出したトヨタ自動車九州をはじめ、自動車関連産業の立地が進んでいる。飯塚市では理工系大学を中心に、ベンチャー企業や研究機関を集積し、新しい産業を創る構想も進められている。交通面では、国道200号、国道201号バイパスが整備され、福岡都市圏、北九州都市圏とのアクセスが向上した。
筑豊炭田の炭鉱は重労働であったこと、飯塚市が長崎街道の宿場町であること、直方市が交通の要所であったことなどから、菓子の製造販売がこぞって進出している。ひよ子（飯塚市。現在は福岡市南区）、千鳥屋（飯塚市）、さかえ屋（同）といった有力企業があるほか、成金饅頭（直方市の銘菓）、黒ダイヤ（田川市。現在は飯塚市で製造）、チロルチョコ（田川市。現在は本社を東京に移し、田川市で製造を行う）といった銘菓が発展した。

## 過疎地域
以下の自治体が過疎地域に指定されている。筑豊炭田の衰退により、現在も過疎化が進んでいる地域が多数ある。
- 田川市
- 嘉麻市全域（旧山田市・嘉穂郡嘉穂町・嘉穂郡碓井町・嘉穂郡稲築町）
- 田川郡川崎町
- 田川郡大任町
- 田川郡添田町
- 田川郡赤村
- 鞍手郡小竹町

## 筑豊地方内の地域について
筑豊地方内は、3地区に分けることが出来る。
- 飯塚地区（嘉穂地区・嘉飯地区・嘉飯桂地区ともいう）
- 直鞍地区
- 田川地区

### 人口・面積
- 人口: 433,002人
- 面積: 984.56km2
- 人口密度: 440人/km2

## 筑豊五地区
筑豊五地区は、北九州市以外の福岡県北部を指す場合につかう。
- 飯塚市
- 行橋市
- 直方市
- 田川市
- 中間市
- 宮若市
- 豊前市
- 嘉麻市
- 嘉穂郡
- 田川郡
- 遠賀郡
- 鞍手郡
- 築上郡
- 京都郡

## 筑豊を舞台・テーマにした作品
- 青春の門
- 愚者の毒
- 黒面の狐
- 筑豊のこどもたち
- 男はつらいよ 幸福の青い鳥
- 東京タワー 〜オカンとボクと、時々、オトン〜